# یواس‌اس مارمورا (۱۸۶۲)
یواس‌اس مارمورا (۱۸۶۲) (به انگلیسی: USS Marmora (1862)) یک کشتی بود که طول آن ۱۵۵ فوت (۴۷ متر) بود. این کشتی در سال ۱۸۶۲ ساخته شد.